# Accumoli
Accumoli je obec v provincii Rieti v italském regionu Lazio, přibližně 110 km severovýchodně od Říma a 45 km severovýchodně od Rieti. Nachází se v národním parku Gran Sasso e Monti della Laga v nadmořské výšce 855 m. Pouze část města je obydlená. Do roku 1927 byla součástí provincie L'Aquila v regionu Abruzzo. V roce 2016 zde zemětřesení zničilo značnou část města a zabilo několik lidí nebo je vyhnalo z domovů.